# SC Paderborn 07
El SC Paderborn 07, conocido simplemente como Paderborn 07 es un club de fútbol, ubicado en la ciudad de Paderborn, Renania del Norte-Westfalia, Alemania. Fue fundado en 1907, tras la unión del FC Paderborn y el TuS Schloß Neuhaus con el nombre TuS Paderborn-Neuhaus y tomó su nombre actual en 1953. Actualmente se desempeña en la 2. Bundesliga, segunda división del fútbol alemán.

## Historia
El club Neuhaus fue fundado en 1907 como el SV 07 Neuhaus y en 1959 se unió al TuS 1910 Sennelager y pasó a llamarse TuS Schloss Neuhaus. Los equipos de Neuhaus y de Paderborn y luego la unión de ambos, jugaron la mayor parte de sus historias en la primera división.
El club es el más conocido por estar envuelto, aparentemente en forma involuntaria, en un caso notorio de corrupción en el fútbol. El 21 de agosto de 1984, jugando por la Copa de Alemania, el SC Paderborn 07 derrotó 4:2 al Hamburgo SV. En enero de 2005 se descubrió que el árbitro del partido, había aceptado dinero de sindicatos del juego croatas para "arreglar" el partido. Durante el desarrollo del mismo pitó dos penaltis inexistentes y expulsó un jugador en forma más que discutible. Pronto se supo que este partido era solamente uno de muchos donde la mafia había comprado árbitros, entrenadores y jugadores para influir en el resultado de los partidos. El escándalo se convirtió en el más grande del fútbol alemán en treinta años.
En la temporada 2002/03, el SC Paderborn se estrena en la Regionalliga Nord (Tercera División en el sistema de fútbol alemán), en la que participaría durante 4 temporadas consecutivas.
Un constante mejoramiento en la Regionalliga Nord (III) llevó al Paderborn a avanzar a la segunda división en 2005. Pasaron la mayor parte de la década siguiente como equipo de media tabla hacia abajo en la 2. Bundesliga antes de abrirse paso en la temporada 2013-2014. Una victoria por 2-1 en casa sobre Aalen el 11 de mayo de 2014 le aseguró un segundo puesto y un ascenso a la 1. Bundesliga por primera vez en la historia del club. Sin embargo, la celebración duró poco ya que fueron relegados inmediatamente de la Bundesliga en la temporada 2014–15. Luego después de solo seis victorias y 28 puntos en la temporada 2015-16, el SC Paderborn fue relegado a la 3. Bundesliga, terminando en el puesto 18. El club se ubicó en el puesto 18 por tercera temporada consecutiva (en tres ligas diferentes) cuando finalizó la temporada 2016-17, pero evitó otro descenso en el sistema de ligas del fútbol alemán debido al descenso del TSV 1860 Múnich desde la 2. Bundesliga a la Regionalliga Bayern.
Jugó en 2. Bundesliga 3 temporadas consecutivas: la edición 2005/06; 2006/07; 2007/08, descendiendo por malos resultados al final de esta última a 3. Bundesliga.
Vuelve a 2. Bundesliga rápidamente: participa nuevamente en la edición 2009/10 tras estar sólo una temporada en la Tercera División. Se mantiene estable en 2.ª División durante 5 ediciones consecutivas: 2009/10; 2010/11; 2011/12; 2012/13 y 2013/14. Tras esta última edición, SC Paderborn 07 conseguiría un hito histórico: tras finalizar 2.º en la tabla, ascendió a la Bundesliga por primera vez en su historia.

### Periodo Oscuro
La alegría de los hinchas se transformaría en desgracia en cuestión de meses: Tras un excepcional arranque en su estreno en la élite, Paderborn perdería el invicto tras caer por goleada frente al FC Bayern. Desde entonces, el rendimiento del equipo se vendría a pique, transformándose el club en un derrotero que no se detendría hasta el final de la temporada, donde acabaría siendo relegado nuevamente a 2. Bundesliga.
Sin embargo, la agonía no terminaría: Nuevamente, el Paderborn 07 volvería a tener una nefasta campaña, ahora en 2. Bundesliga, finalizando último entre 18 equipos y siendo, en esta ocasión, relegado a 3. Bundesliga.
Más de lo mismo: los malos resultados se seguirían haciendo ver en un Paderborn que no tocaba fondo. No había forma de frenar la caída libre del club hasta el amateurismo alemán. Al finalizar la edición 2016/17 de 3. Bundesliga, SC Paderborn 07 terminaría en el lugar 18.º entre 20 equipos. Esto debería valerle el descenso a la Regionalliga (4.º División), pero acabaría salvándose por los pelos ya que el TSV 1860 Múnich sería relegado en su lugar por irregularidades en los pagos a sus jugadores. Paderborn se salvaba del 3.er descenso al hilo.

### Desde el Fondo Hasta la Cima
"Cuando hay paz, debes estar preparado para la guerra. Cuando hay guerra, debes estar preparado para la paz". Tras 3 nefastos años, Paderborn encontraría la redención: Una excelente campaña en 3. Bundesliga dejaría al club en lo alto de la tabla de la edición 2017/18, valiéndole esto retornar a 2. Bundesliga tras 2 años de ausencia.
Otro año excelente, ahora en 2. Bundesliga. La edición 2018/19 de la Segunda División alemana encontraría a un renovado Paderborn, dispuesto más que nunca a dar lo mejor de sí y volver a Bundesliga, la cual sólo conoció 1 temporada. El objetivo, aunque con mucho sufrimiento debido a la calidad de otros candidatos como FC Colonia, Unión Berlín y el histórico Hamburgo, acabaría cumpliéndose tras finalizar 2.º en la temporada, superado solo por el FC Colonia.
La temporada 2017-18 fue exitosa para el club que terminó en la segunda posición en la tabla de la liga, asegurando su ascenso a la 2. Bundesliga. El delantero Sven Michel anotó 19 goles en toda la temporada siendo el máximo goleador del club. El estadio tuvo un total de 157 176 espectadores en los 19 partidos que disputó el Paderborn en casa. En la DFB-Pokal 2017–18, el SC Paderborn llegó a los cuartos de final, siendo eliminado por el FC Bayern Múnich.

### Resumen Estadístico
- Temporadas en Primera División (2): 2014/15 2019/20
- Temporadas en Segunda División (11): 2005/06-2007/08; 2009/10- 2013/14; 2015/16; 2018/19; 2020/21
- Temporadas en Tercera División (5): 2002/03-2004/05; 2016/17-2017/18

## Entrenadores
- Klaus Hilpert (1980-1981)
- Fritz Grösche (1982-1983)
- Horst Wohlers (1986-1987)
- Lothar Senk (1988-1989)
- Bernd Gorski (1991-1993)
- Günther Rybarczyk (1993-2001)
- Markus Gellhaus (2001)
- Uwe Erkenbrecher (2001-2003)
- Pavel Dotchev (2003-2005)
- Jos Luhukay (2005-2006)
- Markus Gellhaus (2006)
- Roland Seitz (2006)
- Holger Fach (2007-2008)
- Pavel Dotchev (2008-2009)
- André Schubert (2009-2011)
- Roger Schmidt (2011-2012)
- Stephan Schmidt (2012-2013)
- René Müller (2013)
- André Breitenreiter (2013-2015)
- Markus Gellhaus (2015-2016)
- Stefan Effenberg (2016-2017)
- Steffen Baumgart (2017-)

## Mayores Presencias
- En la historia del club:

|    | Jugador             | País     | Partidos | Goles |
| -- | ------------------- | -------- | -------- | ----- |
| 1  | Markus Krösche      | Alemania | 371      | 16    |
| 2  | Markus Mrugalla     | Alemania | 229      | 16    |
| 3  | Michael Joswing     | Alemania | 215      | 0     |
| 4  | Pavel Dotchev       | Bulgaria | 211      | 21    |
| 5  | Lukas Kruse         | Alemania | 205      | 0     |
| 6  | Daniel Brückner     | Alemania | 201      | 15    |
| 7  | Stephan Maab        | Alemania | 187      | 24    |
| 8  | Jörg Bräuer         | Alemania | 182      | 15    |
| 9  | Krzysztof Karpowicz | Polonia  | 180      | 10    |
| 10 | Markus Bollmann     | Alemania | 173      | 5     |